# 北港鎮 (台灣)
北港鎮，舊稱「笨港」，位於臺灣雲林縣西南方，東接元長鄉，北連四湖鄉，西毗水林鄉，東南隔北港溪與嘉義縣六腳鄉、新港鄉相鄰，是臺灣媽祖信仰中心，也是雲林三大區域中心之一，雲林海線的門戶及政經中心，交通、信仰、觀光、文化、醫療、教育重要的鄉鎮之一。因地理位置及歷史文化背景等因素，生活與嘉義都會區及嘉義縣海線重鎮朴子市關係密切，互通往來之交通量相當龐大，也因而帶動北港至嘉義市及朴子市間三角地帶的發展。
現今的北港鎮為雲林海線的商業中心，大北港地區的元長、四湖、口湖、水林及溪對岸的嘉義縣新港鄉、六腳鄉以北港作為城鎮中心。加上北港朝天宮媽祖信仰使得每年上半年香期帶來可觀的進香、觀光人潮，結合周邊北港老街、水道頭園區、北港女兒橋、北港糖廠等觀光資源加上物美價廉的美食小吃也帶來新的觀光商機，傳統大餅、花生、麻油更是聞名全臺的名產。如此的地位也造就了北港商業機能的發達，金融證券機構等亦不在少數，麥當勞、必勝客、三商巧福、星巴克、肯德基、爭鮮迴轉壽司等連鎖商店業者亦在本鎮設有連鎖分店。鎮內有連鎖大型賣場家樂福進駐，是雲林以至嘉義海線地帶唯一的大型量販店。而2019年底開幕的秀泰影城即位於家樂福北港店內，是雲林縣首家連鎖影城。

## 歷史

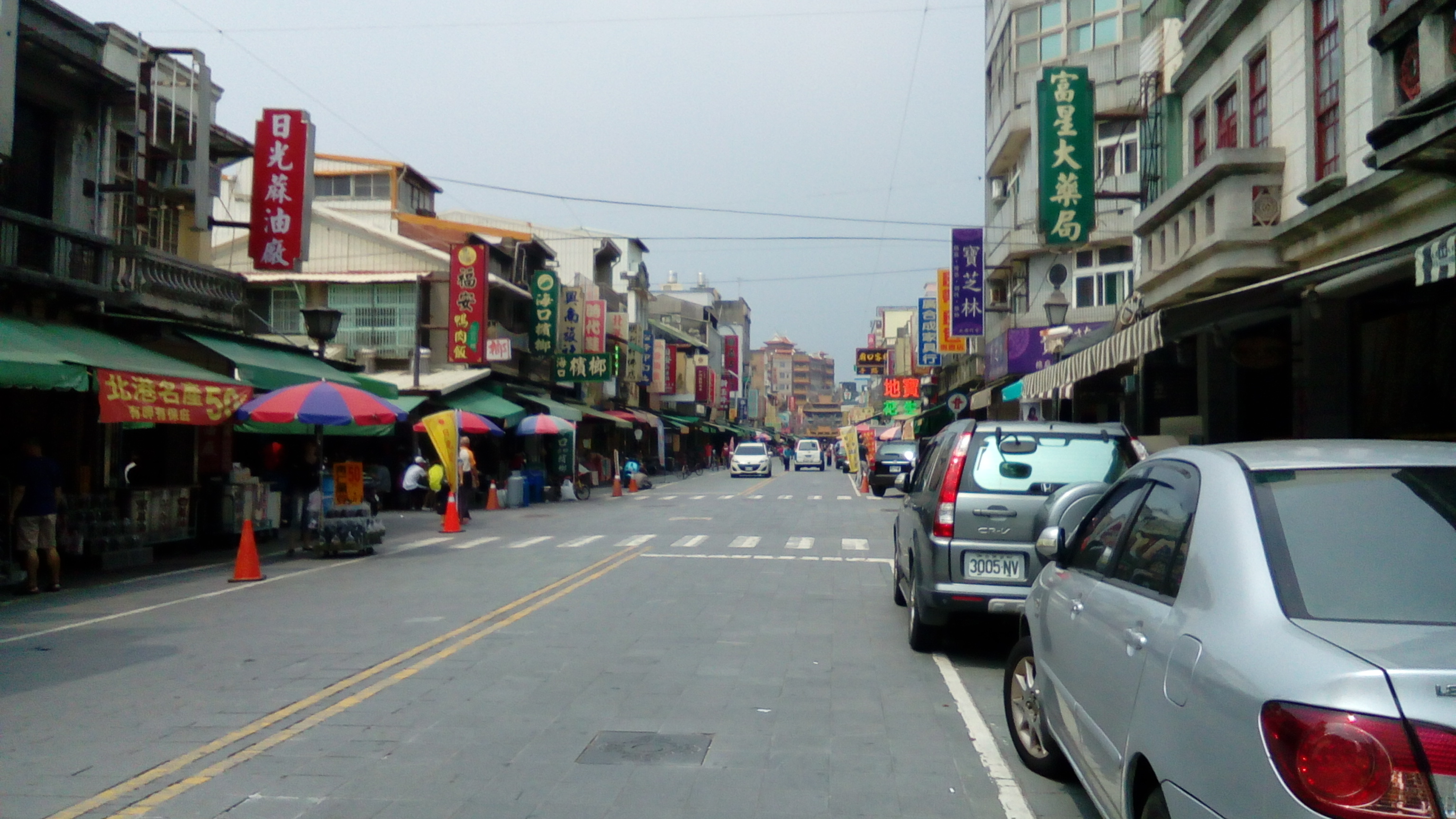
雲林縣北港老街

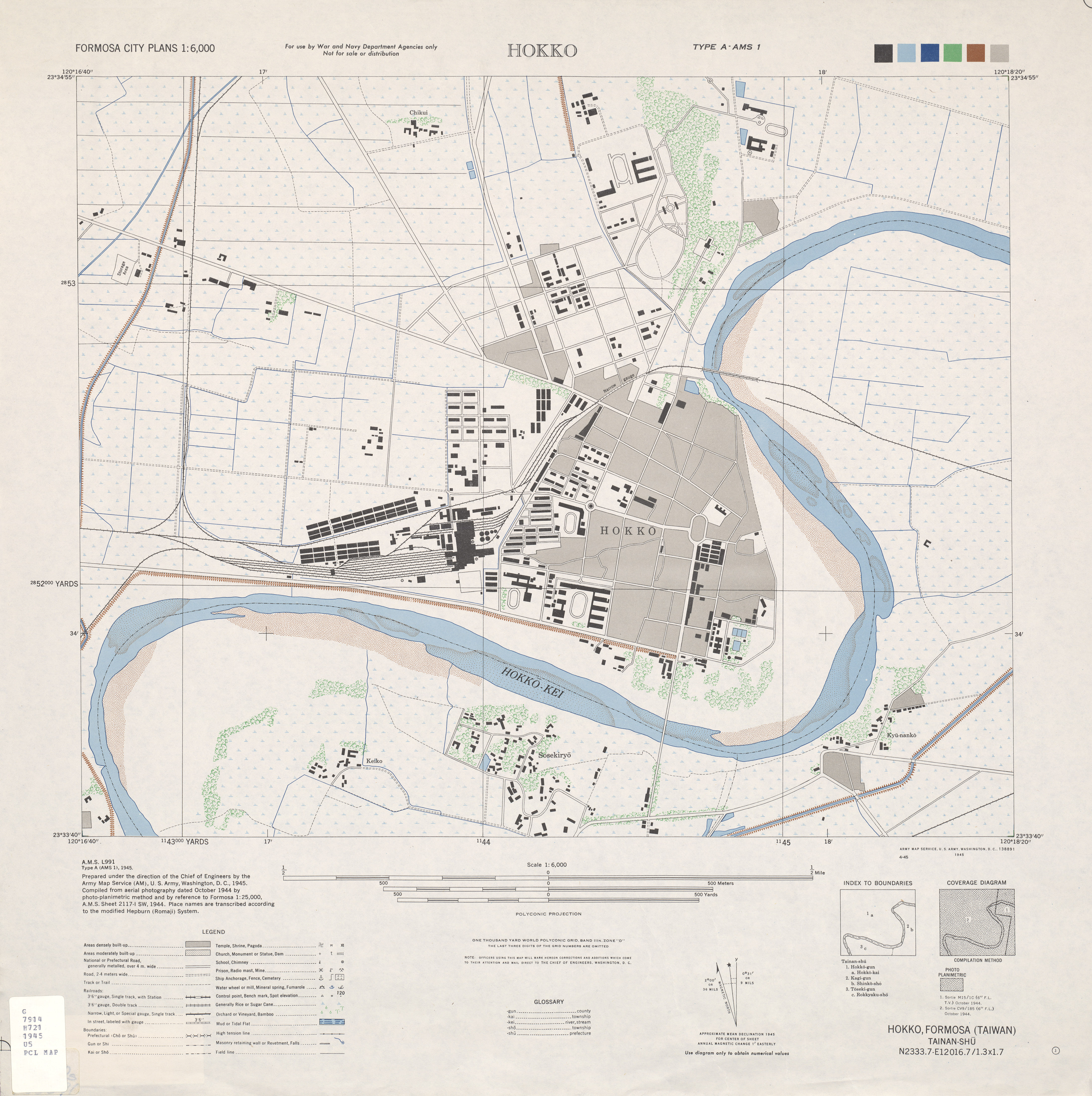
1945年二次大戰美軍繪製的北港(Hokko)街地圖。

北港是古笨港的一部份，原為洪雅族猫兒干活動範圍，荷治時開發為台灣對中日鹿皮貿易新開闢獵場與吞吐港。:26鄭氏的鄭經時期1664年以前，許友儀、林天生等漳泉人開始先後來此入墾。:2491683年施琅攻台期間，陳立勳獻納清軍征台資金，故清政府賞賜大慷榔東頂堡大部分的土地予陳立勳在笨港拓墾。清雍正之前港市盛極一時，「北港街，即笨港」，原位於笨港溪（今北港溪）出海口。
至清康熙年間，笨港水路發達，是當時台灣少數能停泊商船、哨船可進入的港口之一，所以其周遭的其他各港只可通舢舨的地方發展比此港遲緩，:249-250成為先民入墾臺灣渡口之一。康熙三十三年（1694年）樹璧和尚自湄洲，奉請媽祖赴臺傳香，1700年陳立勳捐建「笨港天妃廟」，即今「北港朝天宮」。不久靈氣遠播，至道光年即有詩人讚稱「北港靈祠冠闔臺。」
商業上，笨港因依畔笨港溪而興起，康熙年諸羅縣志即記稱：「笨港街、臺屬街市，此為最大」，乾隆年府志更記稱：「笨港街、俗稱小臺灣。」，除此之外也有「一府、二鹿、三艋舺、四笨港」之說:242。
滿清治臺，民變不斷，多次波及「笨港」因林爽文事變而建「旌義亭」。同治年戴萬生之變殉難人士亦合祀於「旌義亭」，並改稱「義民廟」。
北港溪一如臺灣其他溪河，非潦即旱；加上河道日益淤淺，離海愈遠。1750年因河道南移，將古笨港街一分為二。北街（即北港鎮）商業繁榮，南街（今嘉義縣新港鄉）則為官衙兵營所在地。至日治時期，海關撤站始喪失貿易功能。但仍為農產品集散中心，日治時期糖廠的設立對北港近百年來的經濟亦帶來不少助益，朝天宮的建廟、媽祖信仰的廣泛流傳，使得北港近三百年來成為台灣遠近馳名的港鎮。
行政區劃方面，日治時期，北港鎮範圍原屬斗六廳（後嘉義廳）的大槺榔東頂堡，1920年成立北港街，屬北港郡，定型現今的北港鎮範圍。戰後該街改制為臺南縣北港區北港鎮，1950年全臺灣調整行政區域，劃分為十六縣五省轄市一管理局，北港鎮改屬雲林縣，由於當時雲林縣縣治設於斗六鎮，引發北港地區有人民要求合併入緊鄰的嘉義縣，但最後並沒有成功。

## 地理

### 氣候
| 北港(平均數據2016–2023 極端數據2016至今)                                                                 | 北港(平均數據2016–2023 極端數據2016至今) | 北港(平均數據2016–2023 極端數據2016至今) | 北港(平均數據2016–2023 極端數據2016至今) | 北港(平均數據2016–2023 極端數據2016至今) | 北港(平均數據2016–2023 極端數據2016至今) | 北港(平均數據2016–2023 極端數據2016至今) | 北港(平均數據2016–2023 極端數據2016至今) | 北港(平均數據2016–2023 極端數據2016至今) | 北港(平均數據2016–2023 極端數據2016至今) | 北港(平均數據2016–2023 極端數據2016至今) | 北港(平均數據2016–2023 極端數據2016至今) | 北港(平均數據2016–2023 極端數據2016至今) | 北港(平均數據2016–2023 極端數據2016至今) |
| 月份 | 1月                                      | 2月                                      | 3月                                      | 4月                                      | 5月                                      | 6月                                      | 7月                                      | 8月                                      | 9月                                      | 10月                                     | 11月                                     | 12月                                     | 全年                                     |
| --- | ---------------------------------------- | ---------------------------------------- | ---------------------------------------- | ---------------------------------------- | ---------------------------------------- | ---------------------------------------- | ---------------------------------------- | ---------------------------------------- | ---------------------------------------- | ---------------------------------------- | ---------------------------------------- | ---------------------------------------- | ---------------------------------------- |
| 历史最高温 °C（°F）                                                                                      | 28.9 (84.0)                              | 31.7 (89.1)                              | 31.2 (88.2)                              | 32.2 (90.0)                              | 34.6 (94.3)                              | 34.7 (94.5)                              | 35.4 (95.7)                              | 35.3 (95.5)                              | 35.5 (95.9)                              | 34.6 (94.3)                              | 32.1 (89.8)                              | 29.8 (85.6)                              | 35.5 (95.9)                              |
| 平均高温 °C（°F）                                                                                        | 21.4 (70.5)                              | 21.9 (71.4)                              | 25.0 (77.0)                              | 27.7 (81.9)                              | 30.2 (86.4)                              | 31.8 (89.2)                              | 32.8 (91.0)                              | 32.3 (90.1)                              | 32.2 (90.0)                              | 30.0 (86.0)                              | 27.3 (81.1)                              | 23.0 (73.4)                              | 28.0 (82.3)                              |
| 日均气温 °C（°F）                                                                                        | 17.0 (62.6)                              | 17.3 (63.1)                              | 20.4 (68.7)                              | 23.5 (74.3)                              | 26.5 (79.7)                              | 28.3 (82.9)                              | 29.1 (84.4)                              | 28.6 (83.5)                              | 28.2 (82.8)                              | 25.6 (78.1)                              | 22.8 (73.0)                              | 18.8 (65.8)                              | 23.8 (74.9)                              |
| 平均低温 °C（°F）                                                                                        | 14.3 (57.7)                              | 14.5 (58.1)                              | 17.1 (62.8)                              | 20.4 (68.7)                              | 23.7 (74.7)                              | 25.5 (77.9)                              | 26.2 (79.2)                              | 25.9 (78.6)                              | 25.4 (77.7)                              | 22.7 (72.9)                              | 19.9 (67.8)                              | 16.1 (61.0)                              | 21.0 (69.8)                              |
| 历史最低温 °C（°F）                                                                                      | 4.7 (40.5)                               | 8.2 (46.8)                               | 10.1 (50.2)                              | 12.6 (54.7)                              | 15.6 (60.1)                              | 22.3 (72.1)                              | 22.6 (72.7)                              | 23.0 (73.4)                              | 21.5 (70.7)                              | 15.7 (60.3)                              | 12.4 (54.3)                              | 8.5 (47.3)                               | 4.7 (40.5)                               |
| 平均降水量 mm（）                                                                                        | 33.4 (1.31)                              | 22.8 (0.90)                              | 52.5 (2.07)                              | 67.4 (2.65)                              | 140.6 (5.54)                             | 284.5 (11.20)                            | 138.7 (5.46)                             | 280.7 (11.05)                            | 91.8 (3.61)                              | 19.7 (0.78)                              | 11.6 (0.46)                              | 31.1 (1.22)                              | 1,174.8 (46.25)                          |
| 平均降水天数                                                                                             | 5.1                                      | 4.0                                      | 5.7                                      | 5.7                                      | 8.9                                      | 12.9                                     | 11.3                                     | 14.2                                     | 5.8                                      | 2.8                                      | 2.2                                      | 3.3                                      | 81.9                                     |
| 平均相對濕度（％）                                                                                       | 81.3                                     | 80.6                                     | 79.3                                     | 79.0                                     | 81.9                                     | 82.5                                     | 80.5                                     | 83.2                                     | 79.4                                     | 78.3                                     | 80.1                                     | 78.5                                     | 80.4                                     |
| 来源1：Central Weather Administration                                                                    |                                          |                                          |                                          |                                          |                                          |                                          |                                          |                                          |                                          |                                          |                                          |                                          |                                          |
| 来源2：Atmospheric Science Research and Application Databank (precipitation days and humidity 2015–2024) |                                          |                                          |                                          |                                          |                                          |                                          |                                          |                                          |                                          |                                          |                                          |                                          |                                          |

### 人口
根據雲林縣北港戶政事務所及雲林縣政府民政處統計，2024年底北港鎮戶數約1.6萬戶，人口約3.8萬人，鎮內人口最多與最少的里分別是新街里與賜福里，2024年底兩里人口分別為7,896人與318人，其中新街里也是雲林縣人口第二大村里，僅次於麥寮鄉麥豐村。
北港鎮是臺灣最早發展的鄉鎮之一，昔日濱海，在大航海時代及近代農業時代有著舉足輕重的地位、曾為臺灣第二大市街（僅次於臺南府城）。除了早期的交通運輸和經濟地位盛極一時之外，北港朝天宮的建廟、媽祖信仰的廣泛流傳，使得北港鎮近300年來在全臺成為遠近馳名的港鎮，更是著名的美食小鎮。然而日治時期以後，由於港口淤積、又無鐵路幹線經過，近代亦無高速公路，影響力大不如前，人口由全盛時期的近6萬人移出至現今數量。與雲林縣其他地區相同，北港鎮面臨人口老化與少子化的問題，2024年底時，北港鎮人口的年齡構成中，0至14歲人口佔比僅有10.93%，15至64歲人口佔比67.03%，65歲以上人口則佔比22.04%。

## 政治

### 歷屆鎮長
| 任次 | 姓名   | 政黨         | 備註                                           |
| ---- | ------ | ------------ | ---------------------------------------------- |
| 1    | 陳向陽 |              |                                                |
| 2    | 陳向陽 |              |                                                |
| 3    | 陳向陽 |              |                                                |
| 4    | 蔡 科  |              |                                                |
| 5    | 許禛興 |              |                                                |
| 6    | 王應東 |              |                                                |
| 7    | 許禛興 |              |                                                |
| 8    | 丁鎮民 |              |                                                |
| 9    | 許石井 | 無黨籍       |                                                |
| 10   | 許石井 | 無黨籍       |                                                |
| 11   | 詹春泉 |              |                                                |
| 12   | 蘇晉卿 | 中國國民黨籍 |                                                |
| 13   | 蘇晉卿 | 中國國民黨籍 |                                                |
| 14   | 徐忠徹 | 中國國民黨籍 |                                                |
| 15   | 徐忠徹 | 中國國民黨籍 |                                                |
| 16   | 蕭永義 | 無黨籍       | 中國國民黨籍，個人身分參選                     |
| 17   | 張勝智 | 民主進步黨籍 | 首位民主進步黨籍鎮長                           |
| 18   | 蕭永義 | 無黨籍       | 涉貪750萬收押並褫奪公權，判刑10年2月           |
| 代理 | 張庭魁 | 無黨籍       | 雲林縣政府指派                                 |
| 代理 | 蕭美文 | 無黨籍       | 雲林縣政府指派，首位女性代理鎮長，為蕭永義之姐 |
| 代理 | 張庭魁 | 無黨籍       | 雲林縣政府指派                                 |
| 19   | 蕭美文 | 無黨籍       | 現任，首位女性鎮長                             |

### 鎮政組織
北港鎮公所是北港鎮最高層級的地方行政機關，在中華民國政府架構中為鎮自治的行政機關，同時負責執行縣政府及中央機關委辦事項，北港鎮的自治監督機關為雲林縣政府。鎮長由全體鎮民直接選舉產生，任期為四年，可連選連任一次。北港鎮公所並置鎮政會議，為鎮政最高決策機構，在鎮長之下，設有5課4室等9個內部單位及2個附屬機關。
北港鎮民代表會是北港鎮的最高民意機關，代表北港鎮全體鎮民立法和監察鎮政。鎮民代表由公民直選選出，任期為四年，可連選連任。北港鎮民代表會共有11位鎮民代表，分別為第一選區（北港區）5席鎮民代表、第二選區（北辰區）4席鎮民代表、第三選區（好收區）2席鎮民代表，主席、副主席由11位鎮民代表互選產生。

### 行政區
現今北港鎮行政範圍的確立，來自於1920，日本將臺灣十二廳改為五州二廳，設北港街屬臺南州北港郡。北港街轄北港、新街、後溝子、草湖、溝皂、番子溝、好收、樹子腳、扶朝家等9個大字。1945年，改為「北港鎮」，屬臺南縣北港區。1950年，調整行政區域，北港鎮改隸新成立的雲林縣。
北港鎮共轄28個里，其行政區域分布情形為:398－400：
| 次分區 | 里名   | 里名   | 里名   | 里名   | 里名   | 里名   | 里名   | 里名   | 里名   |
| ------ | ------ | ------ | ------ | ------ | ------ | ------ | ------ | ------ | ------ |
| 北港區 | 東陽里 | 光民里 | 東華里 | 南安里 | 中和里 | 西勢里 | 共榮里 | 義民里 | 公舘里 |
| 北港區 | 賜福里 | 仁和里 | 仁安里 | 大同里 | 華勝里 | 光復里 | 扶朝里 | 水埔里 |        |
| 北辰區 | 新街里 | 劉厝里 | 府番里 | 草湖   | 後溝里 | 新厝里 |        |        |        |
| 好收區 | 溝皂里 | 番溝里 | 樹腳里 | 大北里 | 好收里 |        |        |        |        |

## 經濟

### 金融
- 臺灣土地銀行 北港分行
- 第一商業銀行 北港分行
- 彰化銀行 北港分行
- 臺灣中小企業銀行 北港分行
- 京城銀行 北港分行
- 合作金庫銀行 北港分行
- 中華郵政 北港郵局

### 證券
- 元大證券 北港分公司
- 富邦證券 北港分公司
- 華南永昌證券 北港分公司

### 商業
- 麥當勞
- 肯德基
- 星巴克
- 寶雅生活館
- 爭鮮迴轉壽司
- 必勝客
- 85度C
- Hang ten
- La New皮鞋
- 阿瘦皮鞋
- 麗嬰房
- 燦坤3C
- 全國電子
- 家樂福 北港店
- 秀泰影城 北港店
- 福勝亭 北港店
- 全聯福利中心 北港店、民享店、民主店
- 必勝客 北港店
- 屈臣氏 北港店
- 順發3C 北港店
- 石二鍋 北港店
- 拿波里北港店
- 玉津咖啡 北港店
- 路易莎咖啡 北港店
- 茶湯會 北港店

## 文化

### 民俗慶典
北港朝天宮迎媽祖：重要民俗，於每年農曆三月十九號到農曆三月二十三號期間，農曆3月19、20這兩天，北港家家戶戶都會辦桌請遠方來的親友共同享用美食，成千上萬的信徒湧入北港鎮上，各式特色的藝陣交織在北港的大街小巷當中，舉行盛大的繞境遊行，最大的特色是全國僅存、規模最大的真人藝閣，主題都以傳統的民間故事為主，近年更有白雪公主等西洋童話故事主題，由小孩坐在特製的卡車上沿街灑糖果紙花等，是迎媽祖祭典中最光彩奪目的風景。北港的遊子也都會在這時回來故鄉，替媽祖祝壽，並與臺東炸寒單、鹽水蜂炮並稱為「臺灣三大炮」。

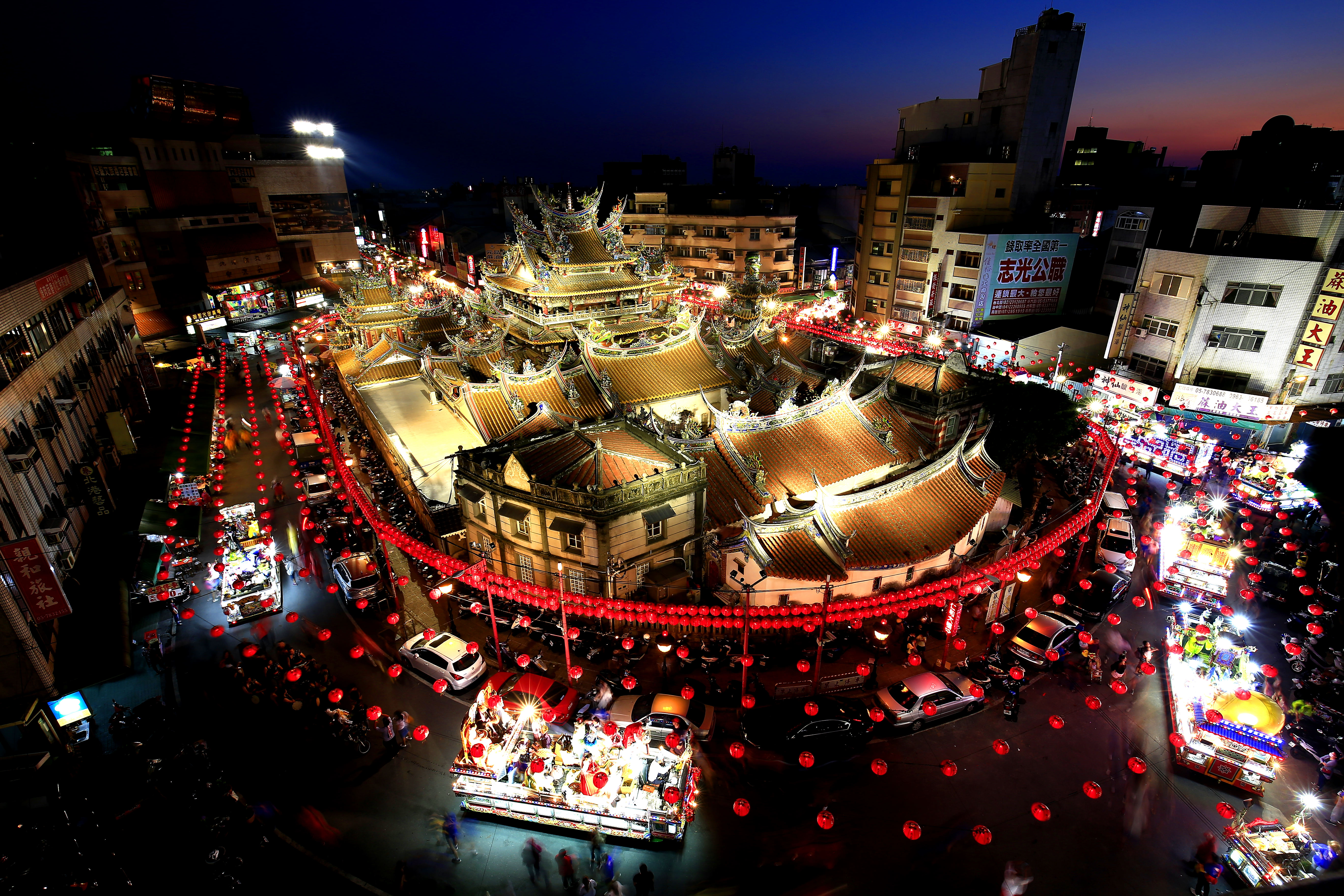
藝閣遊街

白沙屯媽祖往北港徒步進香：白沙屯媽祖進香的特色是只有「起駕日」、「刈火日」與「回宮日」為事先知道，每年天數、路線皆不固定，全憑媽祖旨意、轎夫行轎前進，為臺灣最特殊的進香隊伍。

### 名產、知名美食
- 大餅
- 花生
- 麻油
- 蒜頭
- 梗粽
- 碗粿
- 手工香腸
- 流水席
- 狀元餅
- 花生辣醬
- 齒豆酥
- 地瓜片
- 北港東陽香菇肉羹
- 鴨肉飯
- 鴨肉羹
- 魷魚羹
- 圓仔湯
- 麵線糊
- 煎盤粿[22]

## 教育醫療

### 大專院校
- 中國醫藥大學（北港分部）

### 高級中等學校
- 國立北港高級中學
- 國立北港高級農工職業學校
- 雲林縣私立巨人高級中學

### 國民中學
- 雲林縣立北港國民中學
- 雲林縣立建國國民中學

### 國民小學
- 雲林縣北港鎮北辰國民小學
- 雲林縣北港鎮辰光國民小學
- 雲林縣北港鎮東榮國民小學
- 雲林縣北港鎮朝陽國民小學
- 雲林縣北港鎮好收國民小學
- 雲林縣北港鎮育英國民小學
- 雲林縣北港鎮南陽國民小學
- 雲林縣北港鎮僑美國民小學

## 交通

### 公車資訊
- 臺西客運
  - Y02 台灣好行北港虎尾線
  - 301 高鐵雲林站－北港
  - 7123 斗六－惠來厝－北港
  - 7124 斗六－北勢子－北港
  - 7136 西螺－二崙－北港
  - 9015 臺中車站－北港（與台中客運聯營）
- 統聯客運
  - 1633 台北－北港－四湖鄉
  - 1650 高雄－北港－口湖－三條崙
  - 1651 高雄－北港－四湖－三條崙
  - 7001 北港－台北
- 嘉義客運
  - 203 豐德宮－北港
  - 7201 嘉義－月眉潭－北港
  - 7202 嘉義－民雄－北港
  - 7219 北港－內寮－土庫
  - 7220 北港－溪底－東勢厝
  - 7221 北港－三條崙－臺西
  - 7222 北港－萡子寮－三條崙
  - 7223 北港－金湖
  - 7224 北港－宜梧
  - 7231 朴子－六腳－北港
  - 7235 北港－故宮南院－高鐵嘉義站
- 嘉義縣公車處
  - 7307 梅山－溝背－北港
  - 7325 嘉義－北港
- 台中客運
  - 9015 臺中車站－北港（與臺西客運聯營）

### 公路
- 台19線
- 縣道145號
- 縣道153號
- 縣道155號
- 縣道164號
- 籌建中公路：
  - 台78線北港延伸交流道
  - 北港特一號道路（台19線延伸線）

### 鐵路
- 臺灣糖業
  - 北港線
  - 口湖線（1980年廢止）

昔日北港曾經有嘉義-北港-虎尾間的糖鐵客運業務，即北港線，曾配合當時北港進香參拜媽祖之熱潮，推出糖鐵罕見的對號列車，曾為臺灣糖鐵業績最佳、也是最後廢止的營業線。（1982年廢止）北港線廢止後，居民的公運需求轉而依賴客運，目前有三條客運路線提供北港往返嘉義市之通勤、通學及採購需求，運輸量仍為嘉嘉雲地區數一數二。

## 信仰

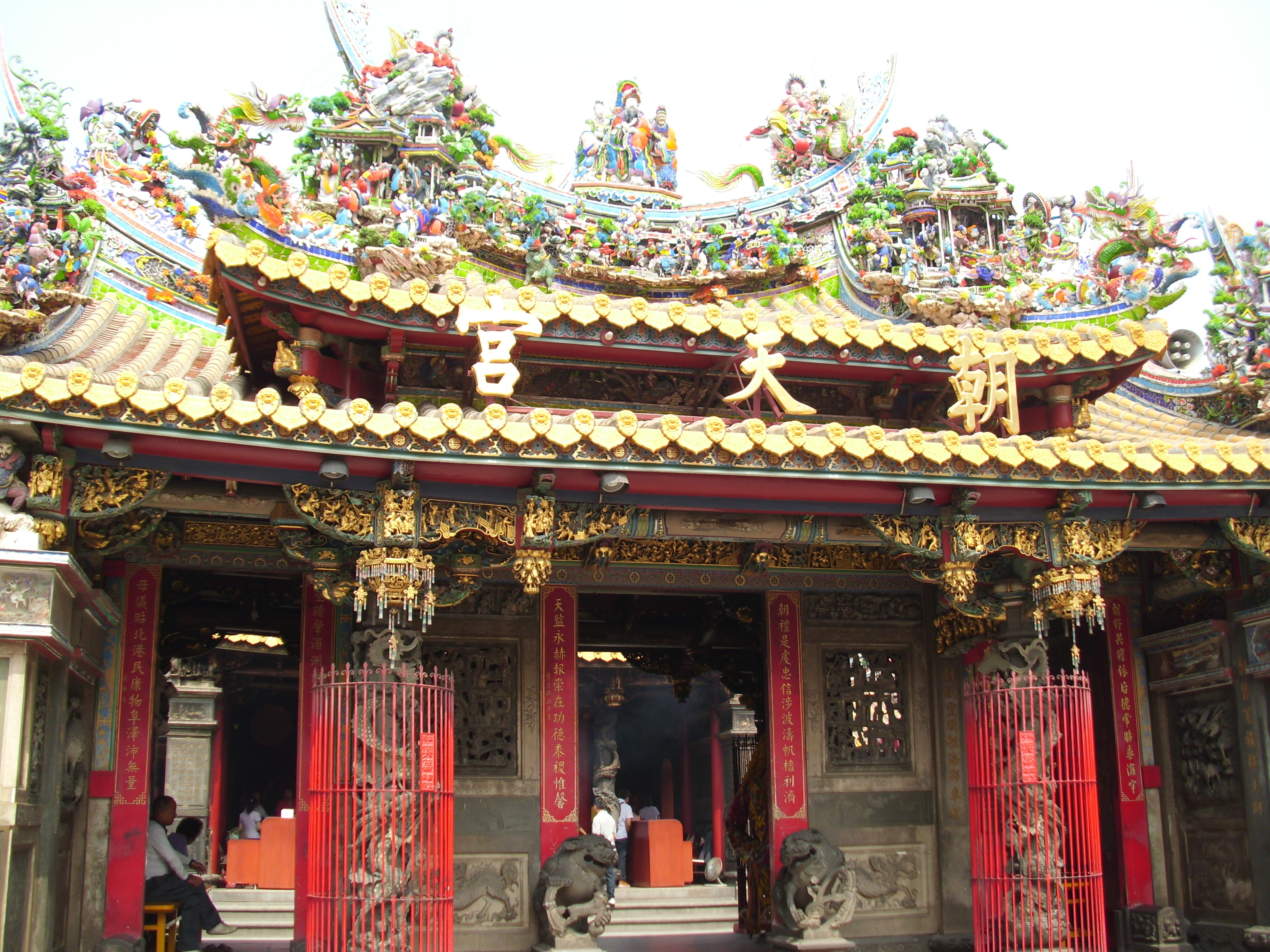
北港朝天宮
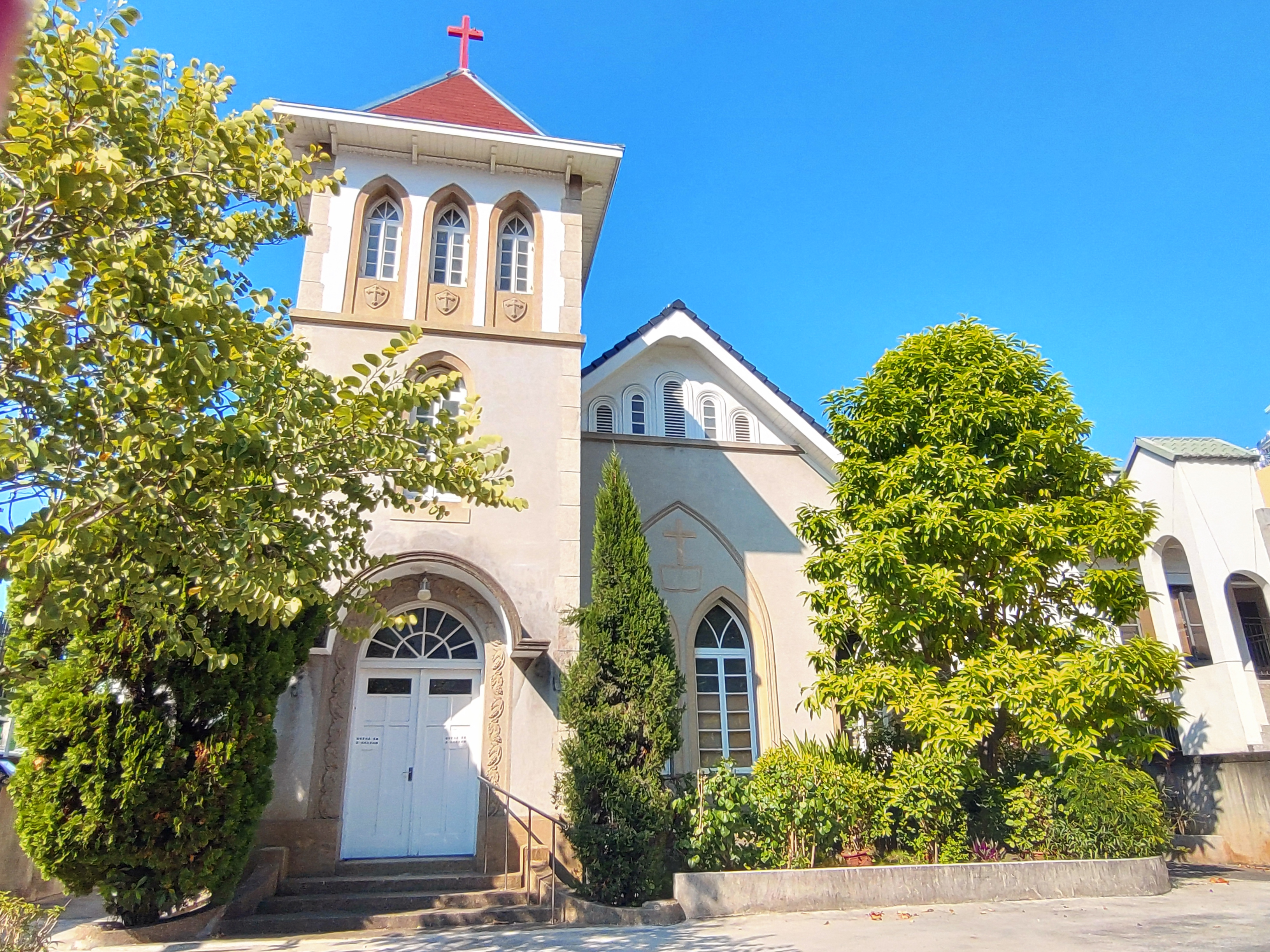
北港教會禮拜堂

- 北港朝天宮
- 北港武德宮
- 北港鎮安宮
- 北港巡安宮
- 北港聖德宮
- 北港聖安宮
- 北港濟世宮
- 北港受天宮
- 北港昭烈宮
- 北港代天宮
- 北港巡天宮
- 北港後溝聖平宮
- 北港沙崙境聖平宮
- 扶朝五福宮
- 北港新厝福德宮
- 劉厝里德安宮
- 北港善牧天主堂
- 北港教會
- 北港乾元宮
- 北港武四宮

## 觀光文化資產

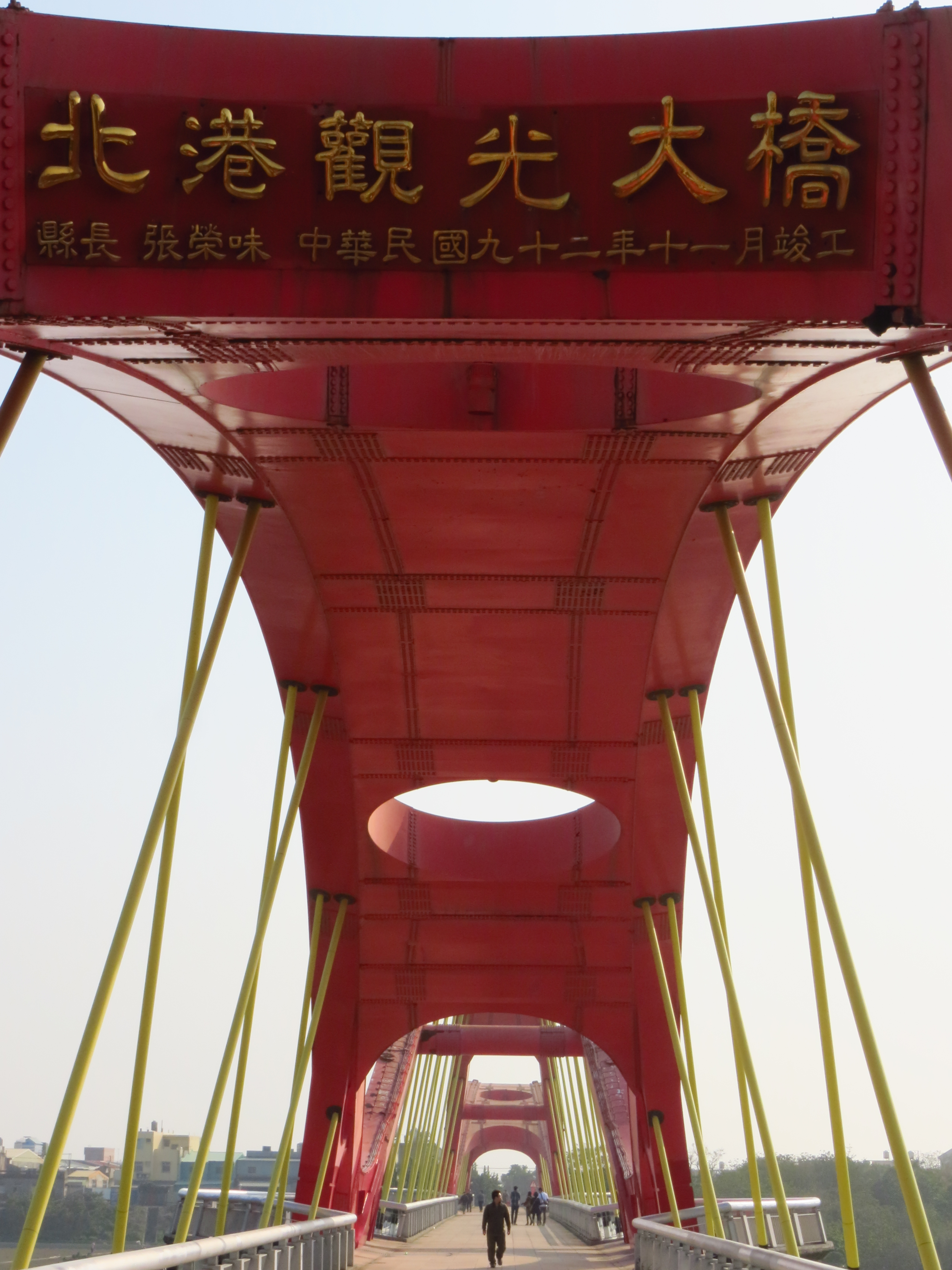
北港觀光大橋

### 廟宇、古蹟類
- 北港朝天宮：國定古蹟，全台知名天上聖母廟之一，有台灣媽祖總本山之稱。
- 北港武德宮：五路武財神開基祖廟，為臺灣最大最早的五路財神廟。
- 北港義民廟：縣定古蹟。
- 北港鎮安宮：縣定古蹟。
- 北港集雅軒：縣定古蹟。
- 北港甕牆：歷史建築。
- 北港碧水寺：曾為縣定古蹟。
- 北港水道頭文化園區（北港自來水廠）：縣定古蹟。
- 古笨港遺址：縣定遺址。
- 北港神社社務所暨齋館及附屬：歷史建築。
- 大復戲院：歷史建築。
- 北港農工舊圖書館：歷史建築。
- 北港街登記所
- 北港溪（復興）鐵橋：歷史建築。
- 金聲順樂器（大鑼、中鑼、小鑼及鈸）、錫爐、鼓亭、鑼槓：一般古物。
- 飛龍團錫爐、九龍錫爐、繡製龍皮、大龍旗：一般古物。
- 集雅軒西秦王爺泥塑神像、督隊旗、繡製綵旗：一般古物。
- 北港基督長老教會：位於嘉義客運北港站對面，為北港地區之基督信仰中心，創建於1911年，為臺灣少數超過百年之基督教會之一。
- 黃登瀛進士宅第(秀才黃深淵宅第.捐資封為光祿寺.其子黃綿綿曾任省進出口公會理事長.增額立法委員.)

### 藝文場所
- 北港文化中心
- 北港大復戲院(位於博愛路，原北港座)是老戲院修復，目前提供文觀處地方展演

### 教育休閒類
- 北港形象商圈商店街

於北港朝天宮廟前，兩旁的建築皆為日治時期街市改正後的昭和式街屋，沿街販賣不少的北港名產：花生、麻油、老字號的餅鋪、古老的農具、佛具店等，許多知名的美食小店更是聚集在此，
更是每年進香期各地信徒前來進香時必經的朝聖大道，每逢假日總會吸引許多觀光客、美食饕客。
- 北港溪魅力河段公園(北港牛墟)

位於北港大橋下方，全台僅存的三個牛墟之一，每逢國曆三、六、九開市。
- 復興鐵橋
- 北港女兒橋
- 北港天空之橋

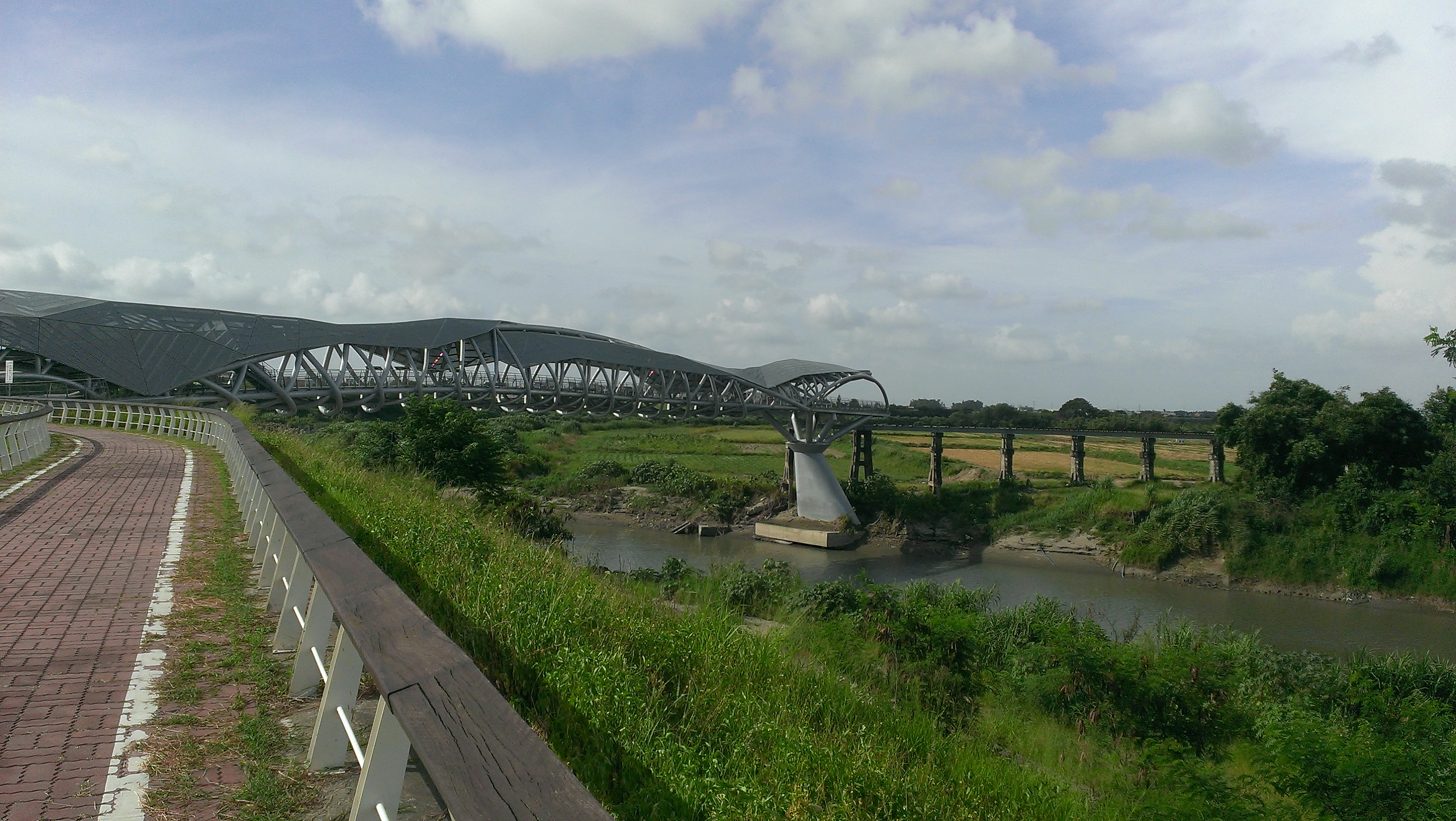
復興鐵橋與女兒橋

上面三橋為荒廢閒置的台糖火車鐵橋，後來經過重新設計，既保留了本來的舊鐵橋，也成為造型前衛的北港新地標。
- 北港觀光大橋從北港中山路(老街)遙望觀光大橋南端
- 北港戲院
- 北港春生活博物館
- 北港故事館
- 振興戲院
- 北港甕牆
- 蔡復興客棧
- 蔡家古厝
- 蔡然標古厝

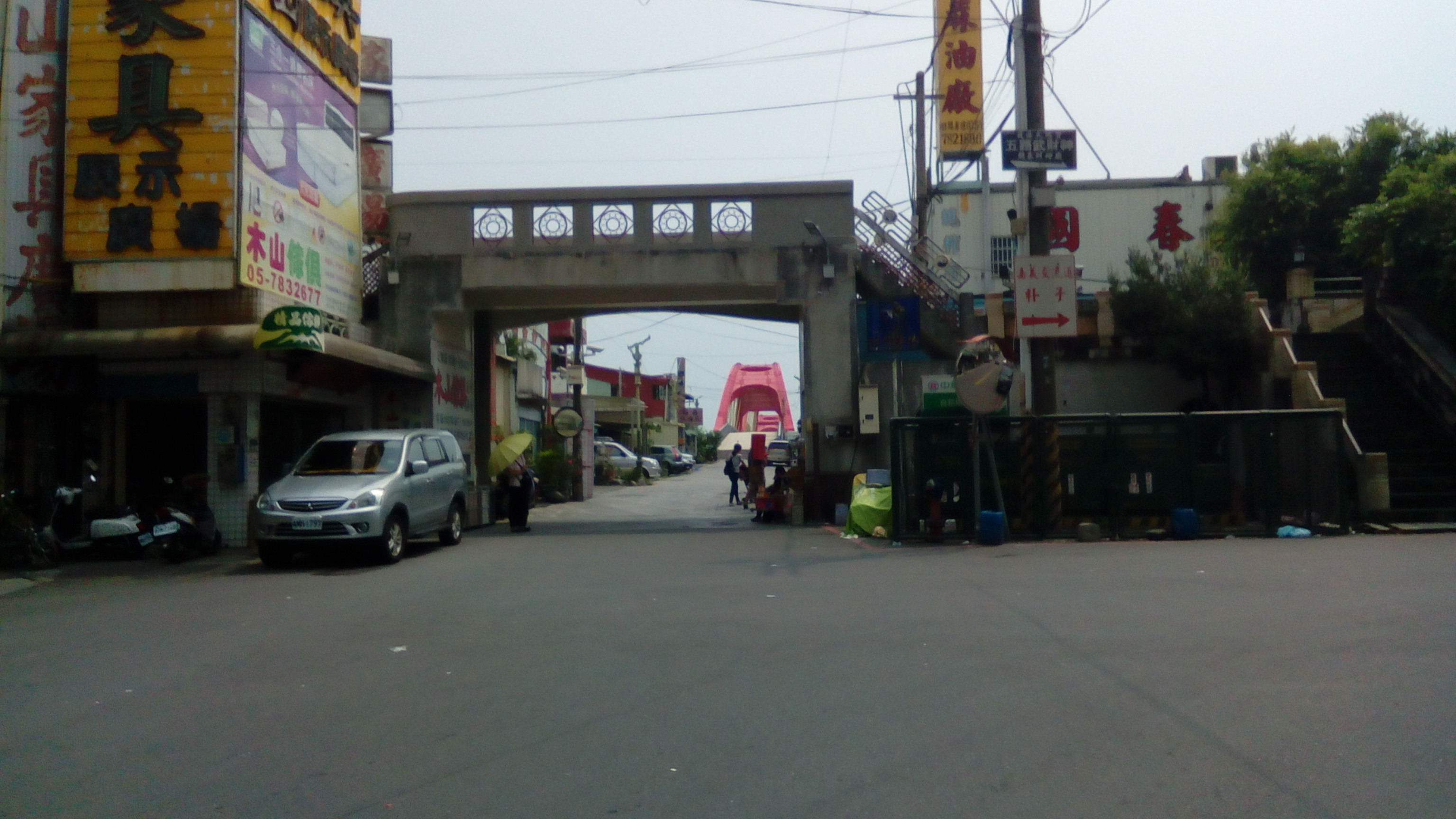
從北港中山路(老街)遙望觀光大橋南端

- 顏思齊先生開拓臺灣登陸紀念碑(位於北港圓環的中央)
- 親水公園
- 北港工藝坊
- 百年古井
- 北港糖廠
- 北港中山公園
- 花燈-北港花燈為燈會原鄉，超過一甲子的歷史。[23]

### 觀光夜市
- 同仁夜市-每週三、六、日營業 (週日營業規模較小)
- 武聖夜市-每週二、五營業（已關閉）

### 影視作品
- 《少年吔，安啦！》- 1992年臺灣經典國片（電影一部分於北港朝天宮、中山路老街取景）

## 外部連結
- 北港鎮公所（页面存档备份，存于）
- 北港鎮公所的Facebook專頁